# 泾河
泾河又称泾水，渭河支流，发源于中国宁夏六盘山东麓泾源县和固原县，流经甘肃，在西安市高陵区境内汇于渭河。
泾河全长455.1公里，流域面积4.5万平方公里。该河一年之内径流量变化极大，且流域内水土流失较严重。夏季多洪水，多泥沙；由于河底多为岩石，枯水季节河水却较清。
有泾清渭浊、泾渭分明的典故和魏徵梦斩泾河龙、柳毅传书的传说。
有古迹郑国渠、白渠等。

## 涇河清濁考證

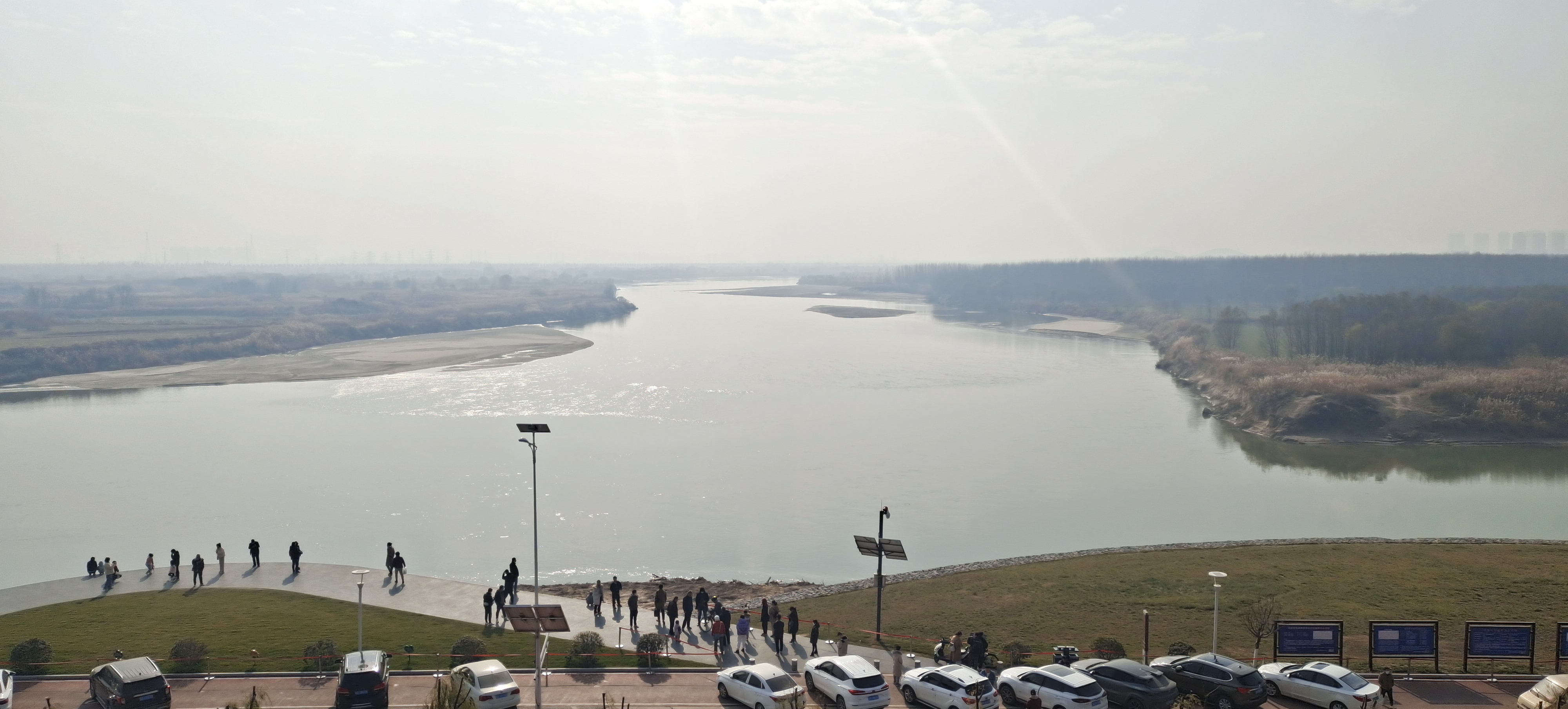
泾渭分明景观

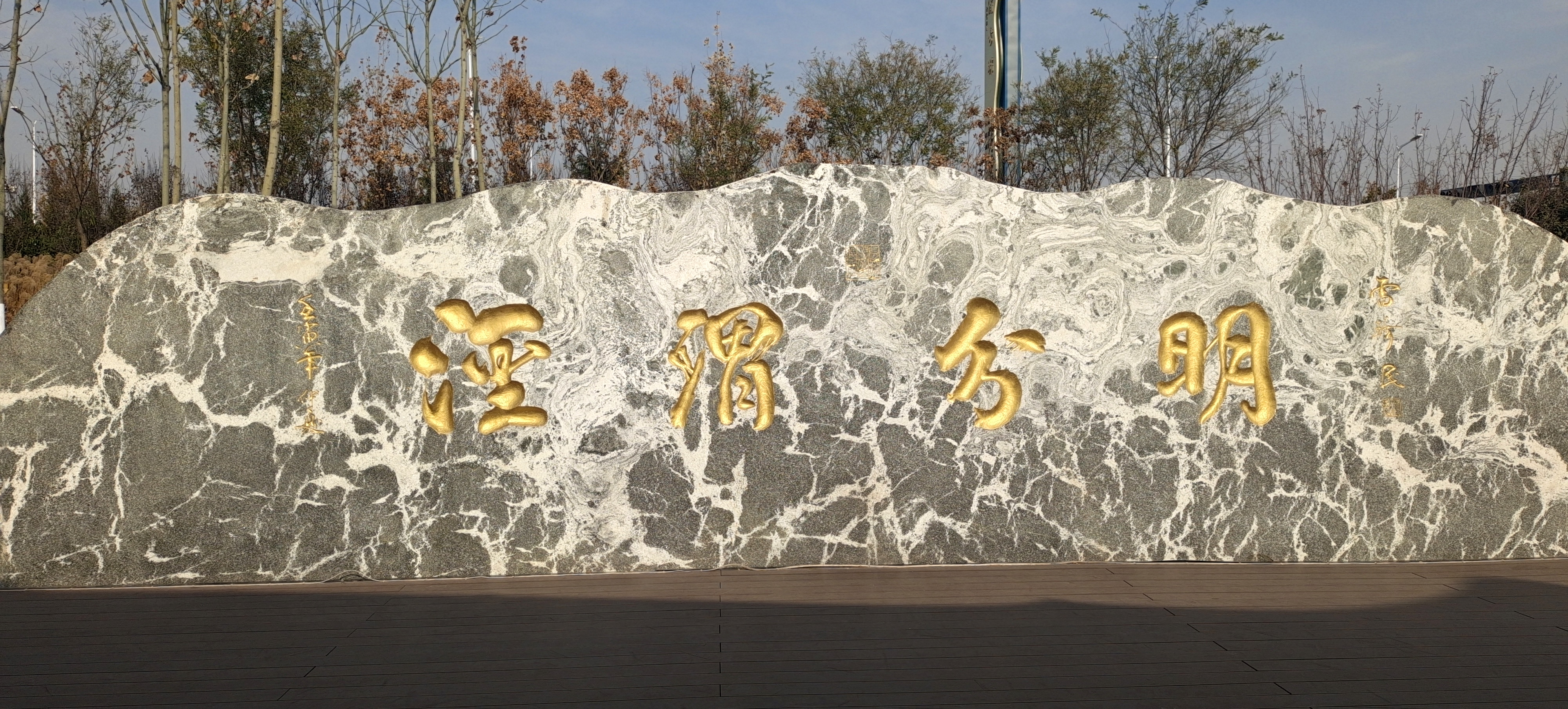

自古以來關於渭河跟涇河，究竟是“涇清渭濁”？還是“涇濁渭清”？學界看法各有分歧，但陝西省作家協會會員，研究涇河的作家李勝靈認為基本上是涇清渭濁，但會隨著人為以及自然等不同因素而有所改變。
像西周時期，渭河下游就已發展為農業較發達地區，森林面積逐漸縮小，土壤自然容易受到地表徑流的侵蝕，雖然這種現像只限於渭河的下游地區，但已經影響到渭河整體的清澈。而當時的涇河流域，居住在上游的戎人還過著原始的游牧生活，土壤侵蝕較少，因而涇清渭濁。
到了北魏後期涇河上游陸續增置郡縣，西魏時又先後在涇河大支流馬蓮河流域設置朔州等三個州。隋、唐兩朝，涇河上游人口皆較渭河上游稠密，農業耕耘對土壤的侵蝕十分明顯，而唐朝的渭河流域由於吐蕃不斷騷擾，人口顯著減少，原來的森林得已保存，於是又變成涇濁渭清。
唐朝後期，涇河流域除接近源頭的段落以外，其他已經下切到前第三紀基岩。也就是說涇河的河床是石頭底，所以涇河平時是沒有泥沙的。涇河泥沙含量大，集中在雨季和汛期，通過侵蝕黃土高原而獲得大量泥沙。因此，若非大雨、暴雨之時，河旁山坡沒有被侵蝕的土壤隨水流下，則涇河中所含的泥沙就比較少些。但是渭河流域的情況卻大不相同。渭河流淌在沖積平原上，既沖刷，又淤積，河床是自己堆積製造的，可以自己給自己供沙。唐朝中葉，大量採伐導致長安城中所需用的巨木，已經開始要遠求之於呂梁山西黃河兩岸。到了北宋，岐山的森林已被摧毀無餘，只剩下一條赭色的土山。由於岐山以西的秦、隴兩州山林尚相當茂盛，因而也成了採伐的集中地。渭河上游的森林基本消失，於是又再度變成涇清渭濁。
另外，促使唐朝以後渭河轉濁也和當地降水量的變遷有一定關係。從《陝西省自然災害史料》記載的資料顯示，由北宋初年到清朝末年，涇河上游的大雨、暴雨僅有14次，渭河上游則為38次。大雨、暴雨次數多，土壤侵蝕必然嚴重，泥沙順水流下，增加河水的渾濁程度。

## 延伸阅读
[在维基数据编辑]
 《欽定古今圖書集成·方輿彙編·山川典·涇水部》，出自陈梦雷《古今圖書集成》